# Tensjön, Hälsingland
Tensjön är en sjö i Ljusdals kommun i Hälsingland och ingår i Ljusnans huvudavrinningsområde. Sjön är 7,6 meter djup, har en yta på 1,07 kvadratkilometer och befinner sig 275,2 meter över havet. Sjön avvattnas av vattendraget Loån.

## Delavrinningsområde
Tensjön ingår i det delavrinningsområde (683962-147028) som SMHI kallar för Utloppet av Tensjön. Medelhöjden är 317 meter över havet och ytan är 8,32 kvadratkilometer. Räknas de 36 avrinningsområdena uppströms in blir den ackumulerade arean 286,14 kvadratkilometer. Loån som avvattnar avrinningsområdet har biflödesordning 3, vilket innebär att vattnet flödar genom totalt 3 vattendrag innan det når havet efter 168 kilometer. Avrinningsområdet består mestadels av skog (81 procent). Avrinningsområdet har 1,07 kvadratkilometer vattenytor vilket ger det en sjöprocent på 12,9 procent.